# Vienna (Missouri)
Vienna é uma cidade localizada no estado americano de Missouri, no Condado de Maries.

## Demografia
Segundo o censo americano de 2000, a sua população era de 628 habitantes.
Em 2006, foi estimada uma população de 642, um aumento de 14 (2.2%).

## Geografia
De acordo com o United States Census Bureau tem uma área de
2,7 km², dos quais 2,7 km² cobertos por terra e 0,0 km² cobertos por água. Vienna localiza-se a aproximadamente 201 m acima do nível do mar.

## Localidades na vizinhança
O diagrama seguinte representa as localidades num raio de 28 km ao redor de Vienna.